# Erich Kürschner (Widerstandskämpfer)
Erich Kürschner (* 7. November 1889 in Loszainen, Ostpreußen; † 3. Januar 1966 in Ost-Berlin) war ein Widerstandskämpfer gegen den Nationalsozialismus, religiöser Sozialist und evangelischer Pfarrer.

## Leben
Der Sohn eines Volksschullehrers studierte von 1908 bis 1913 in Königsberg, Wien und London Theologie, Philosophie und Kunstgeschichte. Ende 1913 wurde er zum Pfarrer in der Evangelischen Landeskirche der älteren Provinzen Preußens ordiniert und nahm bis 1928 Pfarrstellen in Eydtkuhnen, Zinsdorf und Mehlauken wahr. Kürschner schloss sich früh der religiös-sozialistischen Bewegung an, war seit 1921 Mitglied der SPD und wurde 1922 auf Grund seiner politischen Aktivitäten von der Kirchenleitung abgemahnt, was ihn nicht davon abhielt, sich der Bruderschaft sozialistischer Theologen anzuschließen und 1924 erfolglos für den Reichstag zu kandidieren.
1928 siedelte Kürschner nach Berlin über, wo er als Gefängnispfarrer in der Strafanstalt Tegel arbeitete und in der Berliner Gruppe des Bundes der religiösen Sozialisten Deutschlands (BRSD) aktiv war. In der Kontroverse im BRSD über den Übertritt Erwin Eckerts zur KPD 1931 gehörte er zur Organisationsmehrheit im BRSD, welche für eine enge Verbindung mit der SPD eintrat. Gleichzeitig nahm er Kontakte mit der Leninistischen Organisation (ORG), dem Kreis um Walter Loewenheim auf, in welchen er 1932 aufgenommen wurde.
1933 nach der Machtübernahme der NSDAP wurde Kürschner im Rahmen des Gesetzes zur Wiederherstellung des Berufsbeamtentums aus dem Staatsdienst entlassen und arbeitete in den Folgejahren unter anderem als Bestattungsredner, Heilpraktiker und Transportarbeiter. Daneben übernahm er eine wichtige Funktion in der illegalen Widerstandstätigkeit der sich nun Neu Beginnen nennenden ORG und den mit dieser in Verbindung stehenden illegalen Strukturen der Berliner religiösen Sozialisten. 1934 bis 1935 für einige Monate in „Schutzhaft“, gehörte er nach dem Führungswechsel in „Neu Beginnen“ 1935 ab Sommer 1936 gemeinsam mit Fritz Erler, Kurt Schmidt und Oskar Umrath zur Inlandsleitung der Organisation. Im Rahmen der Zerschlagung der Berliner Volksfront-Gruppe um Otto Brass und Hermann Brill entdeckte die Gestapo auch die verbliebenen, mit Brass und Brill kooperierenden Neu-Beginnen-Strukturen in Berlin, was zur erneuten Verhaftung Kürschners im November 1938 und zu seiner Verurteilung durch den Volksgerichtshof zu zehn Jahren Zuchthaus führte. Er war im Brandenburg-Görden inhaftiert.
Nach der Befreiung vom Nationalsozialismus 1945 arbeitete er zunächst im Berliner Magistrat und leitete danach zeitweise die öffentlichen Bibliotheken Berlins. Weiterhin schloss Kürschner sich der SED an, auf deren Kirchenpolitik er 1946 bis 1947 als Mitglied des Kulturausschusses der Partei einen gewissen Einfluss hatte. Kurz danach verlor er seine Parteifunktionen, blieb aber nach deren Gründung in der DDR, für deren Außenministerium er 1959 bis 1962 als wissenschaftlicher Mitarbeiter tätig war. Anlässlich seines 70. Geburtstages wurde er 1959 mit dem Vaterländischen Verdienstorden in Silber ausgezeichnet.